# Euleptus
Euleptus is een geslacht van kevers uit de familie van de loopkevers (Carabidae). De wetenschappelijke naam van het geslacht is voor het eerst geldig gepubliceerd in 1833 door Klug.

## Soorten
Het geslacht Euleptus omvat de volgende soorten:
- Euleptus albicornis Kolbe, 1889
- Euleptus caffer Boheman, 1848
- Euleptus coriacea Habu, 1973
- Euleptus foveolatus Kolbe, 1889
- Euleptus geniculatus Klug, 1833
- Euleptus intermedius Peringuey, 1896
- Euleptus jeanneli Burgeon, 1935
- Euleptus kilimanus Basilewsky, 1962
- Euleptus ooderus Chaudoir, 1850
- Euleptus paganus Kuntzen, 1919
- Euleptus peringueyi Csiki, 1931
- Euleptus virens Gestro, 1895
- Euleptus zuluanus (Barker, 1922)